# Nom vernacle
Un nom vernacle, nom vulgar o nom comú és el nom amb el qual es coneix popularment un tàxon o organisme, en contraposició amb el seu nom científic.
Els noms vulgars poden provenir del llenguatge comú o ser traduccions de noms científics.
Així doncs, tenen la doble funció d'identificar una espècie en un àmbit geogràfic concret i oferir un nom més comprensible que el nom científic en llatí.
Per exemple, «guepard» és el nom vulgar d'Acinonyx jubatus i «margarida de prat» és el de Leucanthemum vulgare.